# IC 3740
IC 3740 ist eine Spiralgalaxie vom Hubble-Typ Sc im Sternbild Haar der Berenike am Nordsternhimmel. Sie ist schätzungsweise 115 Millionen Lichtjahre von der Milchstraße entfernt  und hat einen Durchmesser von etwa 40.000 Lichtjahren. Vom Sonnensystem aus entfernt sich die Galaxie mit einer errechneten Radialgeschwindigkeit von näherungsweise 2.600 Kilometern pro Sekunde.
Im selben Himmelsareal befinden sich unter anderem die Galaxien IC 3728, IC 3730, IC 3759, PGC 1635778.
Das Objekt wurde am 27. Januar 1904 von Max Wolf entdeckt.